# ヘレン・ファーンズワース・ミアーズ
ヘレン・ファーンズワース・ミアーズ（Helen Farnsworth Mears、1872年12月21日 - 1916年2月17日）は、アメリカ合衆国の彫刻家である。 

## 略歴
ウィスコンシン州のオシュコシュで生まれた。母親のエリザベス・ファーズワース・ミアーズ(Elizabeth Farnsworth Mears: 1830-1907)は、"Nellie Wildwood" や "Ianthe"というペンネームで活動した詩人で、ヘレンの姉のメアリー・ミアーズ(Mary Mears: 1870-1943)は小説家になった。オシュコシュの師範学校で学んだ。独学で彫刻を学び、ウィスコンシン州から依頼を受けてデザインした「ウィスコンシンの精霊(Genius of Wisconsin)」という作品は、ミアーズが21歳の時に開かれた1893年のシカゴ万国博覧会のウィスコンシン州館に展示された。後にこの作品は、ニューヨークの石彫家のピッチリーリ兄弟(Piccirilli Brothers)によって大理石像にされ、現在はウィスコンシン州会議事堂に展示されている 。
ミアーズはニューヨークに出て、彫刻家のオーガスタス・セント＝ゴーデンスのもとで2年間修業し、その助手になった 。1895年にパリに渡り、ドニ・ピュエッシュやアレクサンドル・シャルパンティエ、フレデリック・ウィリアム・マクマニーズに学んだ。
1907年にニューハンプシャー州のヒルズボロ郡の避暑地ピーターバラの作曲家のエドワード・マクダウェル夫妻の所有する山荘を芸術家村(MacDowell Colony)とするプロジェクトの最初の参加者として、姉のにメアリー・ミアーズとピーターバラに住んだ。
1910年ころ、ジョージ・B・ポストの設計により建築されていたウィスコンシン州議会議事堂のドームの頂上に飾られる彫像の制作者として推薦された有名な彫刻家のダニエル・チェスター・フレンチが依頼を一旦断った後、ミアーズが制作の候補者になった。いくつかの原型を制作し、理事会に提出したが、1911年8月までに最終案が完成しなかったことなどから、結局、ダニエル・チェスター・フレンチが制作者に選ばれ、ミアーズには金銭的な補償がされたが、精神的な衝撃を受けた。この後、健康状態が悪化しニューヨークのグリニッジ・ヴィレッジで44歳で亡くなった。
ミアーズの作品には国立彫像ホール・コレクションの女性運動家のフランシス・ウィラードの彫像などがある。

## 作品

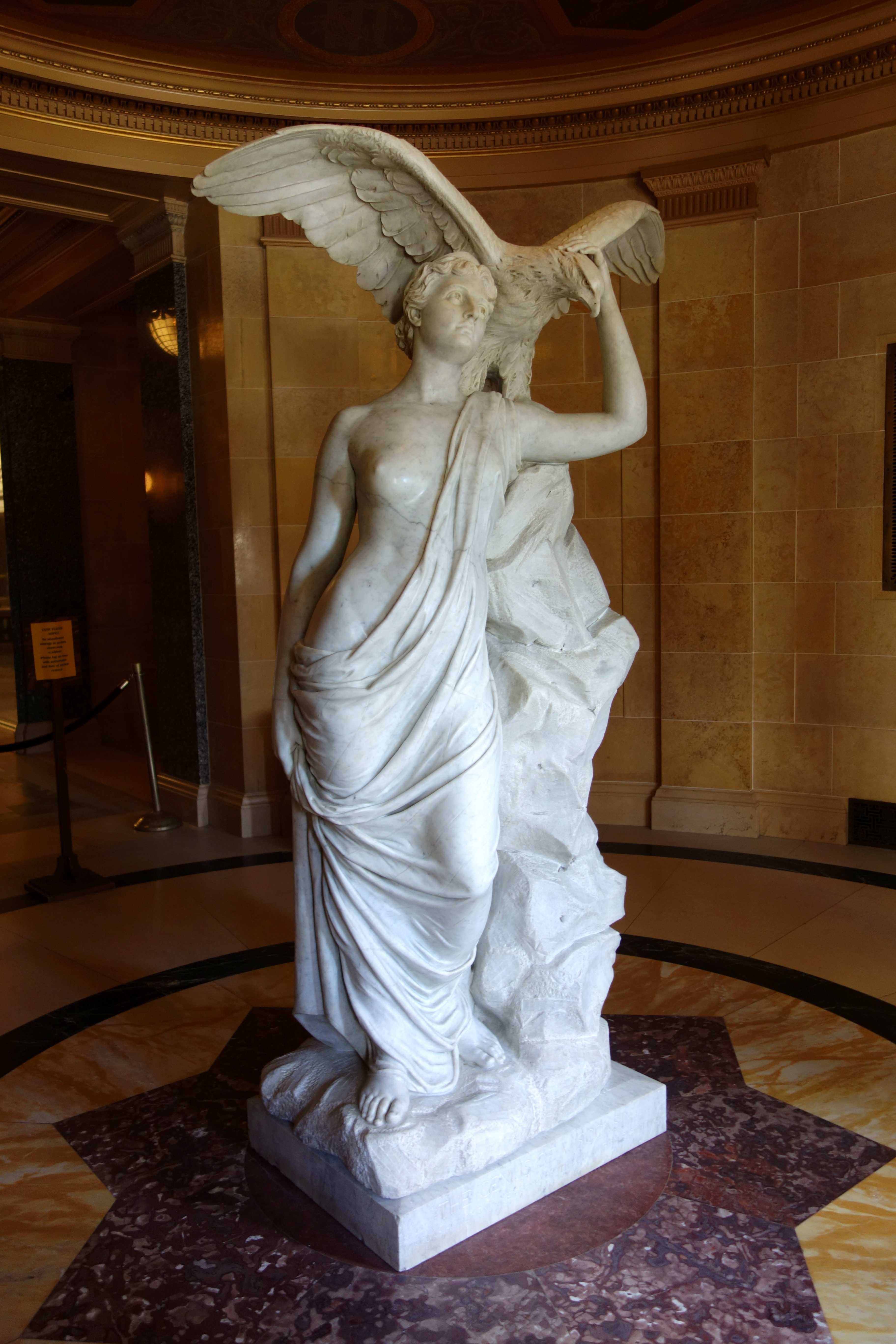
「ウィスコンシンの精霊(Genius of Wisconsin)」
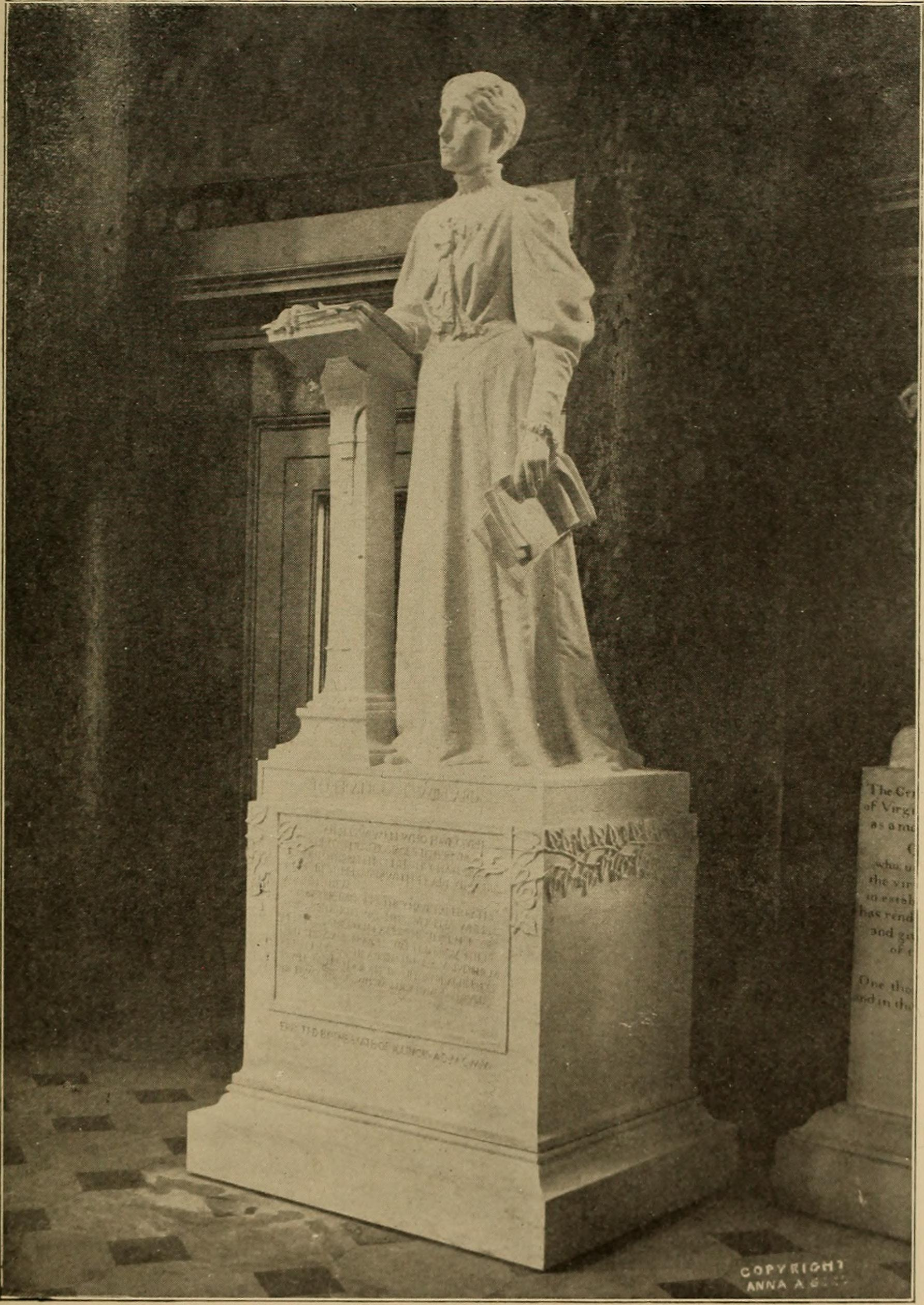
フランシス・ウィラードの彫像、国立彫像ホール・コレクション
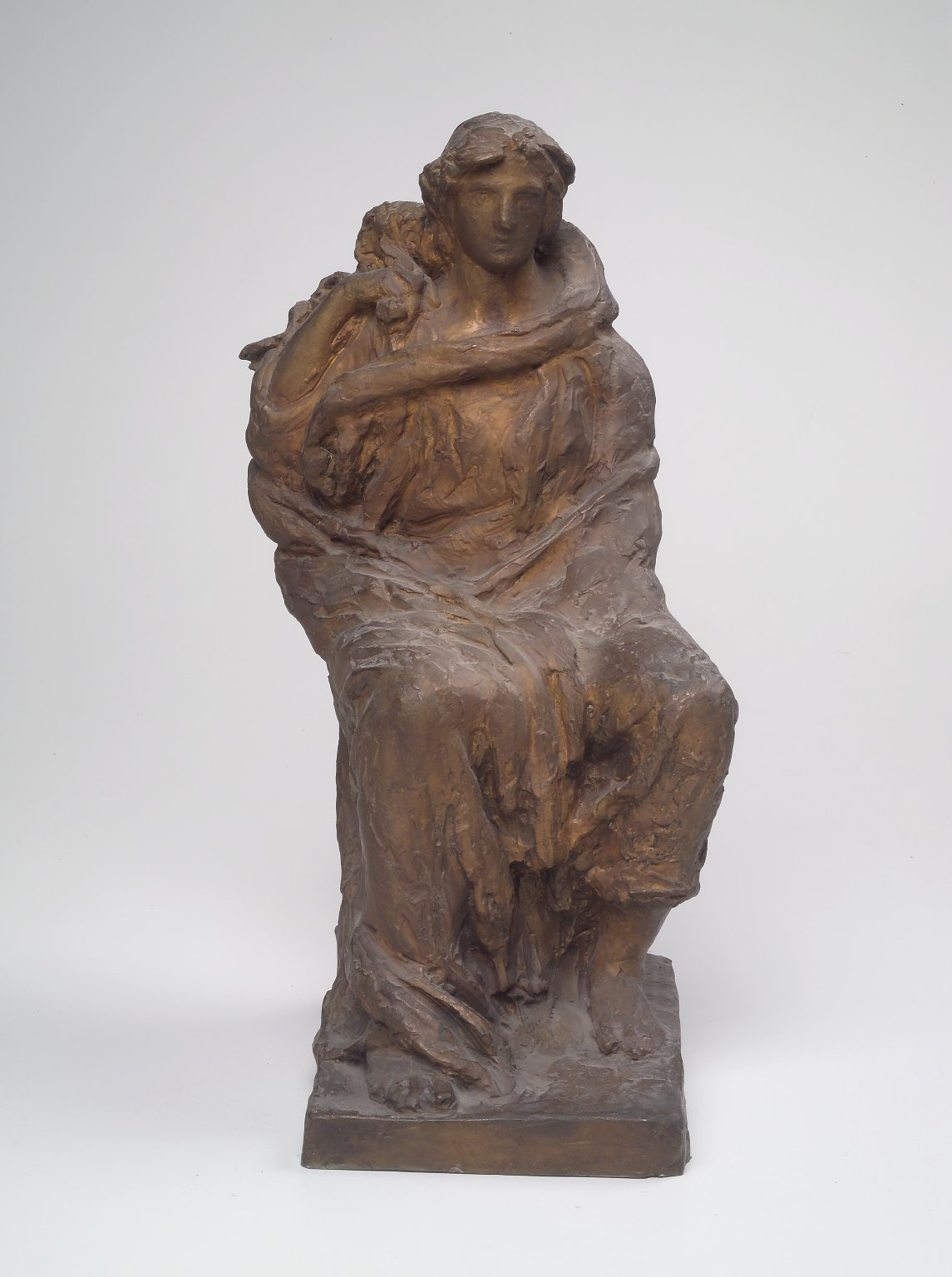
"Death Uncovering Its Face and Showing It To Be Life"、ブルックリン美術館